# Mistrzostwa Polski w Podnoszeniu Ciężarów Mężczyzn 2015
85. edycja mistrzostw Polski w podnoszeniu ciężarów mężczyzn odbyła się w dniach 17–18 października 2015 roku w Wałbrzychu.

## Wyniki
| Konkurencja | Złoto                                     | Wynik         | Srebro                              | Wynik         | Brąz                                 | Wynik         |
| 56 kg       | Dominik Kozłowski Zawisza Bydgoszcz       | 216 (100+116) | Marcin Tomczyk Gryf Bujny           | 210 (94+116)  | Jakub Nowicki Promień Police         | 199 (86+113)  |
| 62 kg       | Dariusz Januś Lechia Sędziszów Małopolski | 242 (103+139) | Adrian Franczyk Polwica Wierzbno    | 241 (105+136) | Patryk Czerwonogrodzki Orlęta Łuków  | 215 (97+118)  |
| 69 kg       | Damian Wiśniewski Zawisza Bydgoszcz       | 282 (127+155) | Tomasz Rosoł Górnik Polkowice       | 277 (127+150) | Piotr Poniedziałek Promień Opalenica | 272 (123+149) |
| 77 kg       | Krzysztof Szramiak Tytan Oława            | 335 (155+180) | Damian Sikorski Zawisza Bydgoszcz   | 314 (142+172) | Roman Kliś Górnik Polkowice          | 310 (143+167) |
| 85 kg       | Adrian Pawlicki Promień Opalenica         | 330 (146+184) | Bartosz Samp Rzemieślnik Malbork    | 329 (146+183) | Łukasz Krawczyk Budowlani Opole      | 318 (143+175) |
| 94 kg       | Adrian Zieliński Tarpan Mrocza            | 390 (180+210) | Tomasz Zieliński Tarpan Mrocza      | 387 (175+212) | Paweł Koszałka Budowlani Opole       | 381 (175+206) |
| 105 kg      | Bartłomiej Bonk Budowlani Opole           | 405 (185+220) | Arkadiusz Michalski Budowlani Opole | 398 (177+221) | Arsen Kasabijew Tarpan Mrocza        | 389 (173+216) |
| +105 kg     | Daniel Dołęga Budowlani Opole             | 400 (180+220) | Krzysztof Klicki Mazovia Ciechanów  | 390 (173+217) | Adam Kraska Górnik Polkowice         | 360 (155+205) |